# Luca Kmet
Luca Kmet (ur. 20 lipca 2005 w Buenos Aires) – paragwajski piłkarz pochodzenia argentyńskiego i ukraińskiego występujący na pozycji skrzydłowego, zawodnik argentyńskiego Lanús.
Jego ojciec, Argentyńczyk Julián Kmet, również był piłkarzem. Ze strony ojca ma pochodzenie ukraińskie i paragwajskie.